# Agnieszka Lichnerowicz
Agnieszka Lichnerowicz (ur. 1980) – polska dziennikarka, reporterka radia Tok FM, w którym prowadzi audycję Światopodgląd.

## Życiorys
Ukończyła studia w zakresie stosunków międzynarodowych w Szkole Głównej Handlowej w Warszawie. W pracy dziennikarskiej specjalizuje się w tematyce międzynarodowej (relacjonowała na przykład proces Andrzeja Poczobuta). Współpracuje z polskimi organizacjami pozarządowymi (szkoliła między innymi grupę dziennikarzy z Birmy).
W 2012 została laureatką Nagrody im. Ryszarda Kapuścińskiego, przyznawanej przez Polską Agencję Prasową. Była nominowana do nagrody Grand Press, za reportaż na temat ludobójstwa jezydów w Sindżarze.